# Federación Española de Familias Numerosas
La Federación Española de Familias Numerosas (FEFN) es una entidad independiente sin ánimo de lucro declarada de Utilidad Pública, que trabaja en la defensa de las familias numerosas.
Agrupa a más de 50 Asociaciones repartidas por toda España, que luchan unidas para conseguir un mayor reconocimiento social y protección para estas familias.
La FEFN lleva la voz de las familias numerosas ante las administraciones públicas trasladando sus problemas, inquietudes y necesidades.

## Historia
Creada en 1967 es la asociación familiar más antigua de España. Su labor se ha visto incrementada desde 1998, año en que asume la presidencia de la misma José Ramón Losana (fallecido el 9 de junio de 2005).
Entre sus objetivos se encuentran el reconocimiento social de la aportación que realizan las familias con hijos al conjunto del estado, y el fomento de la libertad de cada familia para poder desarrollarse con dignidad.[cita requerida]
En 1999 todas las asociaciones de familias numerosas de España se integran en la FEFN adoptando una estructura pareja al modelo de comunidades autónomas establecido en el estado español, reuniendo así a las asociaciones en Federaciones y Asociaciones Autonómicas de familias numerosas.[cita requerida]
Desde 1998 la FEFN ha organizado congresos nacionales de familias numerosas con carácter bianual, en los que se analizan las políticas familiares de distintos países y se proponen proyectos de mejora de las mismas. Estos congresos han contado con la participación del Ministro de Trabajo y Asuntos Sociales en todas sus ediciones, salvo en la última, celebrada en Madrid, el 26 de noviembre de 2006.
El Congreso de Santiago de Compostela, celebrado en febrero de 2004, contó con la participación del entonces candidato a la presidencia del gobierno, José Luis Rodríguez Zapatero, cuyas propuestas fueron recibidas con gran expectación.
En 2002 la FEFN propicia el nacimiento del proyecto denominado Plan + Familia, en virtud del cual, importantes empresas del sector privado realizan descuentos en sus servicios y productos a las familias numerosas asociadas a cualquiera de las asociaciones de familias numerosas integradas en la FEFN.
Gracias a este proyecto miles de familias españolas pueden afrontar con más solvencia su desarrollo diario, puesto que el Plan + Familia supone para ellas un ahorro considerable en distintos sectores.
Paralelamente, el proyecto incluye también ayudas en materia de empleo, para hacer efectivo el cumplimiento de la Ley 40/2003 de Protección a las Familias Numerosas, que establece beneficios laborales para los miembros de familias numerosas en su Disposición Adicional Primera.
El 14 de enero de 2006 es elegida presidenta de la Federación Española de Familias Numerosas Eva Holgado Pascual, y en 2012 resultó reelecta.